# 議員記章

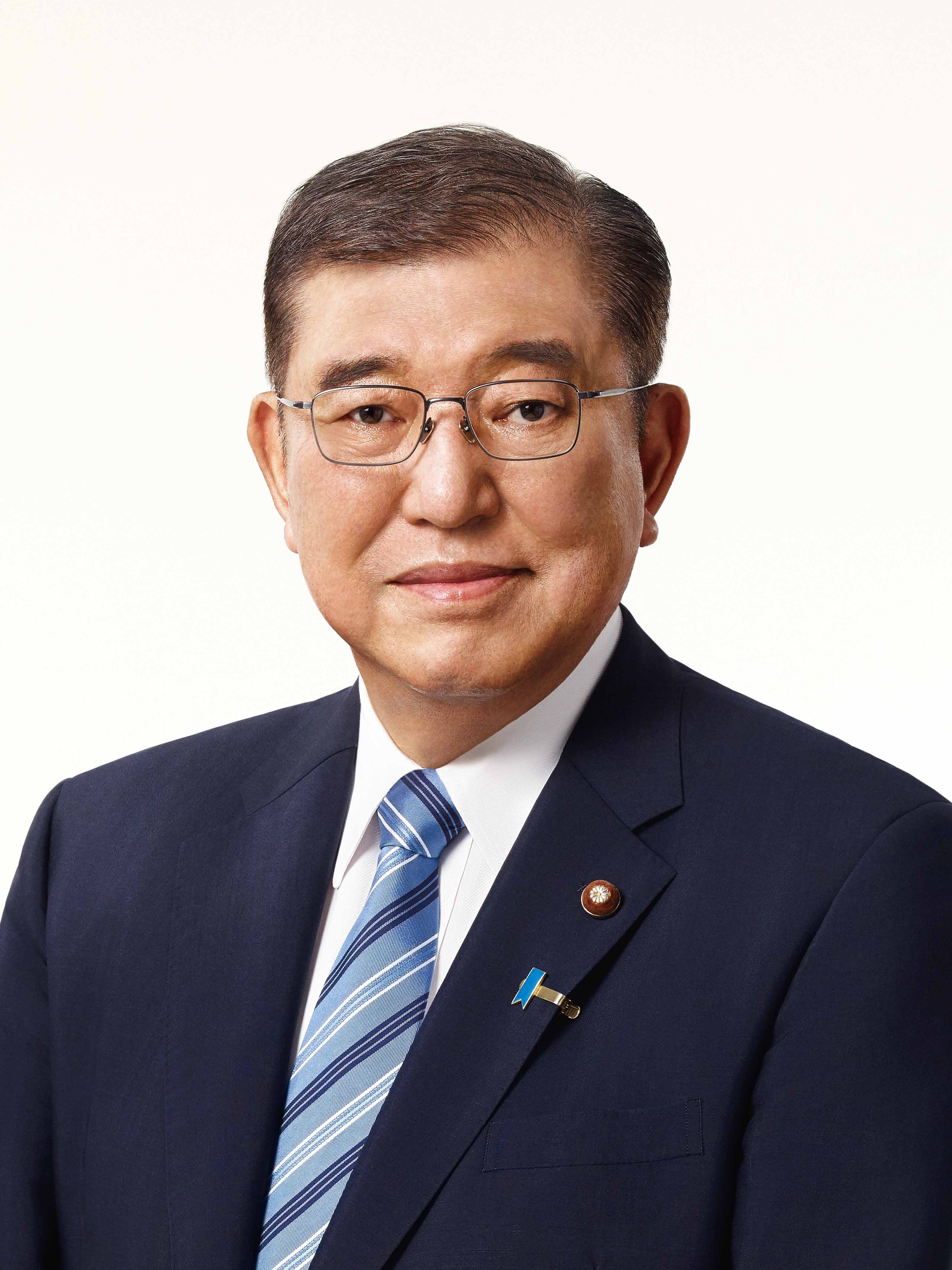
石破茂佩戴眾議院議員徽章（上）與參議院議員徽章（下）。

議員記章，是日本眾議院議員、參議院議員、以及在都道府縣、市町村、特別區的議員出席活動時所佩戴時用的徽章。在一般情況下都稱呼為議員徽章，但在都道府縣議會和市町村議會來講，正式稱呼也被稱做「議員徽章」和「議員章」。

## 義務和特權
議員在進入議會大廳時必須佩戴議員徽章。因為與律師、檢察官和法官一樣，徽章是代表國會議員的唯一身份證明。(如中田宏在擔任眾議院議員時，曾經因為除徽章外的唯一身份證明是一張免費的火車通票而難以證明自己是國會議員）。故自2005年起，在「清涼商務」運動的推動下，向申請者發放了卡式身份證。目前還發放了國家公務員的身份證。
每次選舉都發放一個新的證件，如果議員因任期屆滿、辭職或眾議院解散而失去議員身份，則沒有義務歸還證件。
地方議會不一定要求議員在進入議院時佩戴徽章。故在一些地方議員在參加議會時無佩戴議員徽章。

## 軌事
- 2005年，眾議院議員太田誠一提議廢除議員徽章制度，認為議員徽章是權威的象徵，會助長一定的政治落後。
- 在眾議院和參議院中，參議院議員的徽章由於是鍍金的，所以價格比眾議院貴（眾議院：15,400日元，參議院：16,500日元）[1]。
- 國會議員可以購買備用徽章，但如果是由秘書或其他人代為購買，則有限制[1]。
- 小川雄三在會上提交虛假的遺失報告，重新獲得新的徽章後並讓他的親信佩戴。但這些日常問題行為，遭到了參議院其他議員的鄙視，這也是他被參議院除名的一個重要原因[2]。